# Ragazze nel pallone - Tutto o niente
Ragazze nel pallone - Tutto o niente (Bring It On: All or Nothing) è un film del 2006 diretto da Steve Rash, con Hayden Panettiere e Solange Knowles e che vede la partecipazione della cantante Rihanna come guest star. Ambientato nel mondo delle cheerleader statunitensi, è il secondo "sequel" di Ragazze nel pallone del 2000 con Kirsten Dunst, ed ha a sua volta avuto un seguito nel 2007.

## Trama
Britney Allen è stata eletta capitano cheerleader del  Pacific Vista High School. È invidiata da tutti a scuola, compresa la sua ambiziosa co-capitano Winnie. Britney viene a conoscenza di un provino indetto dalla star Rihanna per il suo nuovo video e fa di tutto per partecipare con la sua squadra e ottenere l'ambito posto. Tuttavia, la vita di Britney viene stravolta quando suo padre viene trasferito a Los Angeles.
Britney nel nuovo liceo multi-etnico, il Crenshaw Heights, è costretta a ricominciare tutto da capo. Nella nuova scuola Britney entra nella squadra di cheerleader scontrandosi con la capo cheerleader Camille; Winnie, che, dopo aver scoperto che Britney è entrata nell'altra squadra, decide di sconfiggerla ad ogni costo nella gara. Così le due squadre si scontrano.